# Gare de Bordeaux-Saint-Jean
Gare de Bordeaux-Saint-Jean vasútállomás Franciaországban, Bordeaux településen.

## Vasútvonalak
Az állomást az alábbi vasútvonalak érintik:
- Párizs–Bordeaux-vasútvonal
- Bordeaux-i körgyűrű
- Bordeaux–Irun-vasútvonal
- Chartres–Bordeaux-vasútvonal
- Bordeaux–Sète-vasútvonal

## Kapcsolódó állomások
A vasútállomáshoz az alábbi állomások vannak a legközelebb:
- Gare de Cenon
- Gare de Bègles
- Gare de Pessac
- Mérignac-Arlac
- Gare de Pessac
- Gare de Cenon
- Gare de Beautiran
- Gare d’Agen